# Tomasz Jelonek (leśnik)
Tomasz Paweł Jelonek – polski leśnik, doktor habilitowany nauk rolniczych, profesor na Uniwersytecie Przyrodniczym w Poznaniu, specjalista od użytkowania lasu.

## Kariera naukowa
W 2002 roku na Uniwersytecie Przyrodniczym w Poznaniu uzyskał tytuł magistra inżyniera. W 2006 roku na Wydziale Leśnym tej samej uczelni uzyskał stopień doktora nauk rolniczych w zakresie leśnictwa na podstawie rozprawy pt. Makrostrukturalne cechy drewna sosny zwyczajnej (Pinus sylvestris L.) wyrosłej na gruntach porolnych i leśnych jako podstawa oceny jakości surowca drzewnego, której promotorem był Witold Pazdrowski. W tym samym roku został zatrudniony na tejże uczelni, a w 2014 roku uzyskał na jej Wydziale Leśnym stopień doktora habilitowanego nauk rolniczych w dyscyplinie leśnictwa na podstawie pracy pt. Biomechaniczna stabilność drzew a wybrane właściwości fizyczne, mechaniczne i strukturalne ksylemu sosny zwyczajnej (Pinus sylvestrisL.) wyrosłej w warunkach gruntów porolnych i leśnych.